# Kim Jäämeri
Kim Erkki Akseli Jäämeri (* 5. Juni 1964 in Helsinki, Finnland) ist ein finnischer Brigadegeneral und seit dem 1. April 2014 der Kommandeur der finnischen Luftwaffe.

## Leben
Kim Jäämeri trat 1982 als Reserveoffizier in die finnische Luftwaffe ein und wurde 1983 zum Leutnant befördert. Von 1984 bis 1987 absolvierte er den Offizierlehrgang und seine Ausbildung zum Kampfflugzeugführer. Danach wurde er als Waffenlehrer in die Hävittäjälentolaivue 21 (Jagdstaffel 21) nach Tampere versetzt, wo er bis 1992 diente. Im Anschluss wurde Jäämeri zum Testpiloten ausgebildet und als solcher von 1993 bis 1997 wieder in Satakunta eingesetzt. 1995 wurde Jäämeri zudem Fluglehrer für das neu eingeführte Waffensystem F/A-18 Hornet und führte die Umschulung finnischer Piloten in Lemoore, Kalifornien, durch.
Von 1997 bis 1998 nahm er im Range eines Majors am Lehrgang für Stabsoffiziere teil und war bis 1999 am Collège Interarmées de Défense in Paris tätig. 1999 wurde er zum Oberstleutnant befördert und übernahm das Kommando über die Hävittäjälentolaivue 21, der er selbst vorher angehört hatte und führte sie bis 2001. Bis 2004 schloss sich eine Verwendung als militärischer Berater des Vorsitzenden des Militärausschusses der Europäischen Union in Brüssel an. Nach dieser Tätigkeit und nachdem er den Senior Command Course absolviert hatte, war Jäämeri bis 2007 in verschiedenen Posten im Verteidigungskommando der finnischen Streitkräfte eingesetzt. 2006 war Jäämeri Oberst geworden.
Ab 2007 war Jäämeri Direktor der Maanpuolustuskorkeakoulu, einer Hochschule der finnischen Streitkräfte in Helsinki. Zum 1. Januar 2011 ging er abermals nach Tampere und übernahm als Kommandeur das Satakunta Air Command, das mit der Sicherung des südwestlichen Landesteils beauftragt ist. Vor seiner Berufung zum Chef der finnischen Luftwaffe war er von 2012 bis 2014 als stellvertretender Stabschef im Luftwaffenkommando eingesetzt.
Der Präsident der Republik Finnland, Sauli Niinistö, gab am 8. November 2013 bekannt, dass Jäämeri ab April 2014 Kommandeur der finnischen Luftwaffe werden soll, am 6. Dezember 2013 wurde er zum Brigadegeneral ernannt. In einer Zeremonie in Tikkakoski übernahm Jäämeri am 31. März mit Wirkung zum 1. April 2014 von Generalmajor Lauri Puranen das Kommando über die finnischen Luftstreitkräfte.

## Privates
Kim Jäämeri ist verheiratet. Er spricht finnisch, schwedisch, englisch und französisch.